# Adrian Hollis
Adrian Swayne Hollis (2 août 1940 - 26 février 2013) est un érudit classique anglais et grand maître d'Échecs par correspondance, titre lui ayant été décerné en 1976.

## Jeunesse et éducation
Hollis est né le 2 août 1940 à Bristol, en Angleterre. Il fait ses études en tant que King's Scholar au Collège d'Eton, où il remporte la bourse Newcastle en 1958. Il étudie ensuite les lettres classiques à Christ Church, Oxford.

## Carrière aux échecs
Hollis représente l'Angleterre pendant cinq années consécutives aux Olympiades mondiales d'échecs pour étudiants, de 1960 à 1964 inclus. En 1960, à Leningrad, il joue comme remplaçant (échiquier de réserve), marquant 3 points sur 7 (+2 =2 -3). En 1961, à Helsinki, il joue au deuxième échiquier, marquant 4,5 points sur 10 (+3 =3 -4). En 1962, à Marienbad, il joue au premier échiquier et marque 8 points sur 12 (+5 = 6 -1). En 1963, à Budva, il joue au premier échiquier, marquant 7,5 points sur 9 (+6 =3 -0), remportant la médaille d'or individuelle pour le meilleur score sur son échiquier. En 1964, à Cracovie, il joue au  premier échiquier, marquant 5,5 points sur 10 (+4 =3 -3).
Il est champion britannique d'échecs par correspondance en 1966 (conjointement), 1967 et 1971 en 1982-1987, il remporte la neuvième Olympiade d'échecs par correspondance et en 1998 le championnat du monde d'échecs par correspondance par équipe en tant que membre de l'équipe britannique.
Il représente le club d'échecs de l'université d'Oxford lors de quatre matchs annuels d'échecs universitaires (de 1959 à 1962), jouant au premier échiquier lors des matchs de 1961 et 1962. Il participe également au Championnat d'échecs britannique (sur l'échiquier) à plusieurs reprises au cours des années 1960, avec une meilleure place de septième ex æquo en 1961.

## Carrière académique
De 1964 à 1967, il est maître de conférences au département des sciences humaines de l'université de St Andrews. Il retourne à Oxford pour devenir professeur d'université en lettres classiques à l'Université d'Oxford et tuteur au Keble College d'Oxford en 1967, et y reste jusqu'à sa retraite en 2007.
Au cours d’une brillante carrière universitaire, ses recherches se concentrent principalement sur la poésie hellénistique et romaine. Il écrit de nombreux articles importants sur les poèmes fragmentaires de Callimaque et publie un commentaire complet sur l' Hécale en 1990 (seconde édition 2009, avec traduction), mais il aborde également des auteurs aussi divers qu'Euphorion, Choerilus, Lycophron, Horace, Properce et Virgile. Il publie également un commentaire sur les Métamorphoses VIII d'Ovide (1970) et Ars Amatoria I (1977), ainsi qu'une édition de Fragments de poésie romaine, vers 60 av. J.-C.-20 apr. J.-C. (2007).

## Vie personnelle
Hollis est le seul enfant de Roger Hollis, qui est directeur général du MI5 de 1956 à 1965. Son oncle Christopher Hollis est écrivain et homme politique conservateur, et il est le petit-fils de l'évêque suffragant de Taunton, le révérend George Arthur Hollis (1868-1944), et est cousin germain de Crispian Hollis (en) qui est l'évêque de Portsmouth pour l'Église catholique.
Hollis est décédé le 26 février 2013 à Wells, Somerset, Angleterre.

## Œuvres choisies
- Ovid: Metamorphoses Book VIII, edited with introduction and commentary (Oxford: Clarendon Press, 1970).
- "Some Allusions to Earlier Hellenistic Poetry in Nonnus", Classical Quarterly, Vol. 26 (1976), 142–150.
- Ovid: Ars Amatoria Book I, edited with introduction and commentary (Oxford: Clarendon Press, 1977).
- Callimachus: Hecale, edited with introduction and commentary (Oxford: Clarendon Press, 1990; 2nd ed., rev., 2009).
- "Attica in Hellenistic Poetry", Zeitschrift für Papyrologie und Epigraphik, Vol. 93 (1992), 1–15.
- "The Nuptial Rite in Catullus 66 and Callimachus' Poetry for Berenice", Zeitschrift für Papyrologie und Epigraphik, Vol. 91 (1992), 21–28.
- "Hellenistic Colouring in Virgil's Aeneid", Harvard Studies in Classical Philology, Vol. 94 (1992), 269–285.
- "[Oppian], Cyn. 2,100–158 and the Mythical Past of Apamea-on-the-Orontes", Zeitschrift für Papyrologie und Epigraphik, Vol. 102 (1994), 153–166.
- "Rights of Way in Ovid (Heroides 20.146) and Plautus (Curculio 36)", Classical Quarterly, Vol. 44 (1994), 545–549.
- "Statius' Young Parthian King (Thebaid 8.286–93)", Greece & Rome, Vol. 41 (1994), 205–212.
- (with J.R. Rea and R.C. Senior) "A Tax Receipt from Hellenistic Bactria", Zeitschrift für Papyrologie und Epigraphik, Vol. 104 (1994), 261–280.
- "Heroic Honours for Philetas?", Zeitschrift für Papyrologie und Epigraphik, Vol. 110 (1996), 56–62.
- "Laodice Mother of Eucratides of Bactria", Zeitschrift für Papyrologie und Epigraphik, Vol. 110 (1996), 161–164.
- "Octavian in the Fourth Georgic",  Classical Quarterly, Vol. 46 (1996), 305–308.
- "Traces of Ancient Commentaries on Ovid's Metamorphoses", Papers of the Leeds International Latin Seminar, Vol. 9 (1996), 159–74.
- "Virgil's Friend Varius Rufus", Proceedings of the Virgil Society, Vol 22 (1996), 19–33.
- "A New Fragment on Niobe and the Text of Propertius 2.20.8", Classical Quarterly, Vol. 47 (1997), 578–582.
- "Some neglected verse citations in Hesychius", Zeitschrift für Papyrologie und Epigraphik, Vol. 123 (1998), 61–71.
- "Two Adynata in Horace, Epode 16", Classical Quarterly, Vol. 48 (1998), 311–313.
- "A Tragic Fragment in Cicero, Pro Caelio 67?", Classical Quarterly, Vol. 48 (1998), 561–564.
- "William Spenser Barrett, 1914–2001", Proceedings of the British Academy, Vol. 124 (2004), 25–36.
- "The Hellenistic Epyllion and Its Descendants", in S.F. Johnson (ed.), Greek Literature in Late Antiquity: Dynamism, Didacticism, Classicism (Aldershot: Ashgate, 2006), 141–157.
- Fragments of Roman Poetry, c. 60 BC–AD 20, edited with Introduction, Translation, and Commentary (Oxford: OUP, 2007).